# Лубни
Лубни е град в Полтавска област, Украйна.
Населението му е 52 218 жители (2001). Намира се в часова зона UTC+2.
Основан е през 988 г., а получава статут на град през 1783 г.